# 軒尼詩 (白蘭地)
軒尼詩公司（法語：Hennessy），法國白蘭地公司，亦是高價奢侈品公司LVMH的子公司之一。軒尼詩專門從事製造干邑白蘭地。如今，軒尼詩已銷售了約5,000萬瓶酒。每年軒尼詩干邑銷量占世界百分之四十以上。

## 歷史
由愛爾蘭裔的退役軍人Richard Hennessy於1765年創立。當時他在法國干邑市釀製干邑，大受歡迎，連當時的法國國王也推崇備至。1813年，由其兒子James Hennessy正式把公司命名作「Jas Hennessy & Co.」。
自創立開始，軒尼詩家族一共承繼了八代傳人，並在很長時間，為歐洲一些皇室進貢酒品。1794年，第一桶軒尼詩被出口至美國；1819年，開始出口至俄羅斯；1855年，出口第一桶到澳洲；而於1859年，軒尼詩首度進軍中國市場。
1987年獲路易威登併購，目前擁有66%的軒尼詩股權。

## 生產
一個世紀以來，軒尼詩有一個九人組成的品酒師隊伍，於每天早上11時30分，於總部開會品嚐酒味，以確保酒質。

## 鑑定方式
軒尼詩屬於白蘭地中的大廠牌，其中單價偏高的產品都有仿冒品、假酒。除了跟正確管道購買避免之外，也可以利用簡單的鑑定技巧，例如：觀察封口的細緻、利用酒泡的粗細鑑定。

## 產品
- Hennessy Black（屬限量版）
- Hennessy White
- Hennessy V.S
- Privilegé V.S.O.P
- Fine de Cognac
- Hennessy X.O

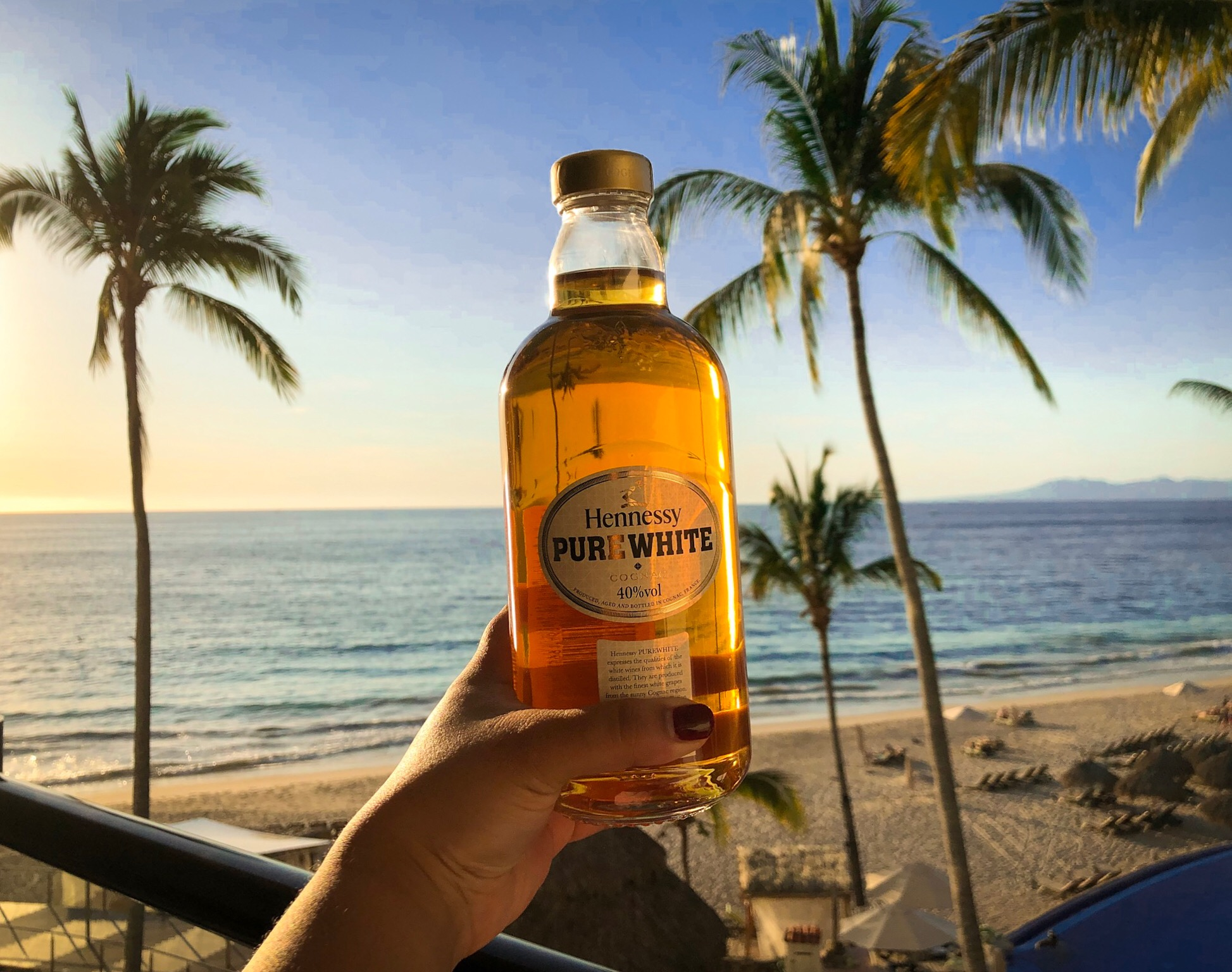
Hennessy Pure White

- Deutschland Moet Hennessy
- Pure White
- Private Reserve
- Hennessy 250 Collector Blend （全球僅生產62,500瓶）
- Hennessy Paradis
- Hennessy Paradis Imperial
- Hennessy Diptyque
- Richard Hennessy
- Timeless: （全球僅生產2000瓶）
- Ellipse: （全球僅生產100瓶）
- Beauté du Siècle （全球僅生產2000瓶）
- Hennessy VVVV (1860)
- Hennessy No.1
- Hennessy Silver Jubilee (1977)
- Hennessy First Landing 1868
- Hennessy Prive （專為日本市場而設）
- Hennessy Library decanter

## 外部連結
- 軒尼詩官方網站 （页面存档备份，存于）